# Mayflower Compact

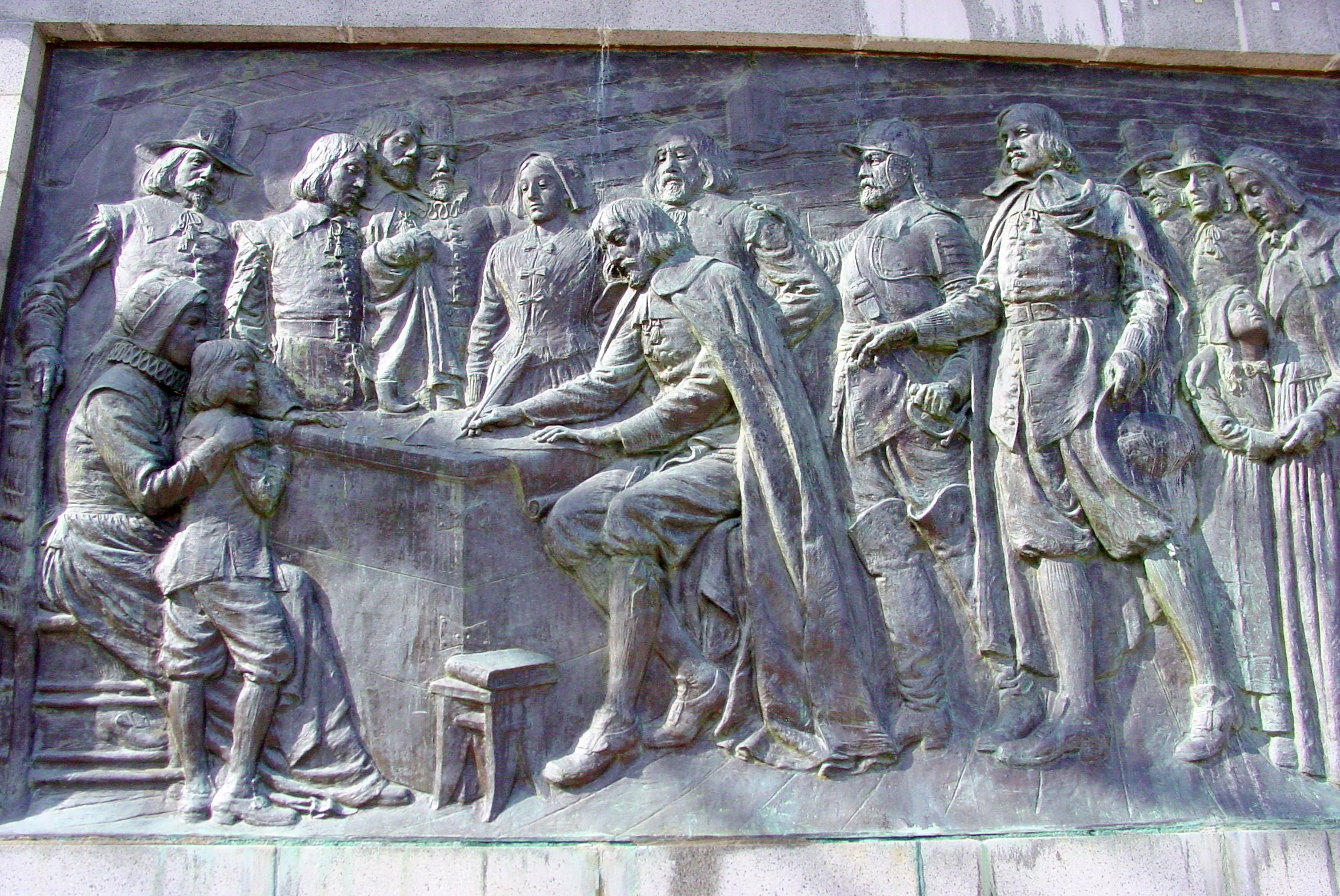
Ce bas-relief, qui représente la signature du Mayflower Compact, se trouve dans Bradford Street à Provincetown, juste sous le Pilgrim Monument.

Le Mayflower Compact ou pacte du Mayflower est un pacte rédigé par les Pères pèlerins (Pilgrim Fathers) lors du voyage à bord du Mayflower entre Plymouth en Angleterre et la colonie de Plymouth dans le Massachusetts actuel. Il a été signé par un peu moins de la moitié des colons le 21 novembre 1620 (11 novembre julien). Ce pacte, un accord passé entre les colons pour l’administration de la colonie de Plymouth, est souvent désigné comme la base de la constitution des États-Unis.

## LeMayflower Compact

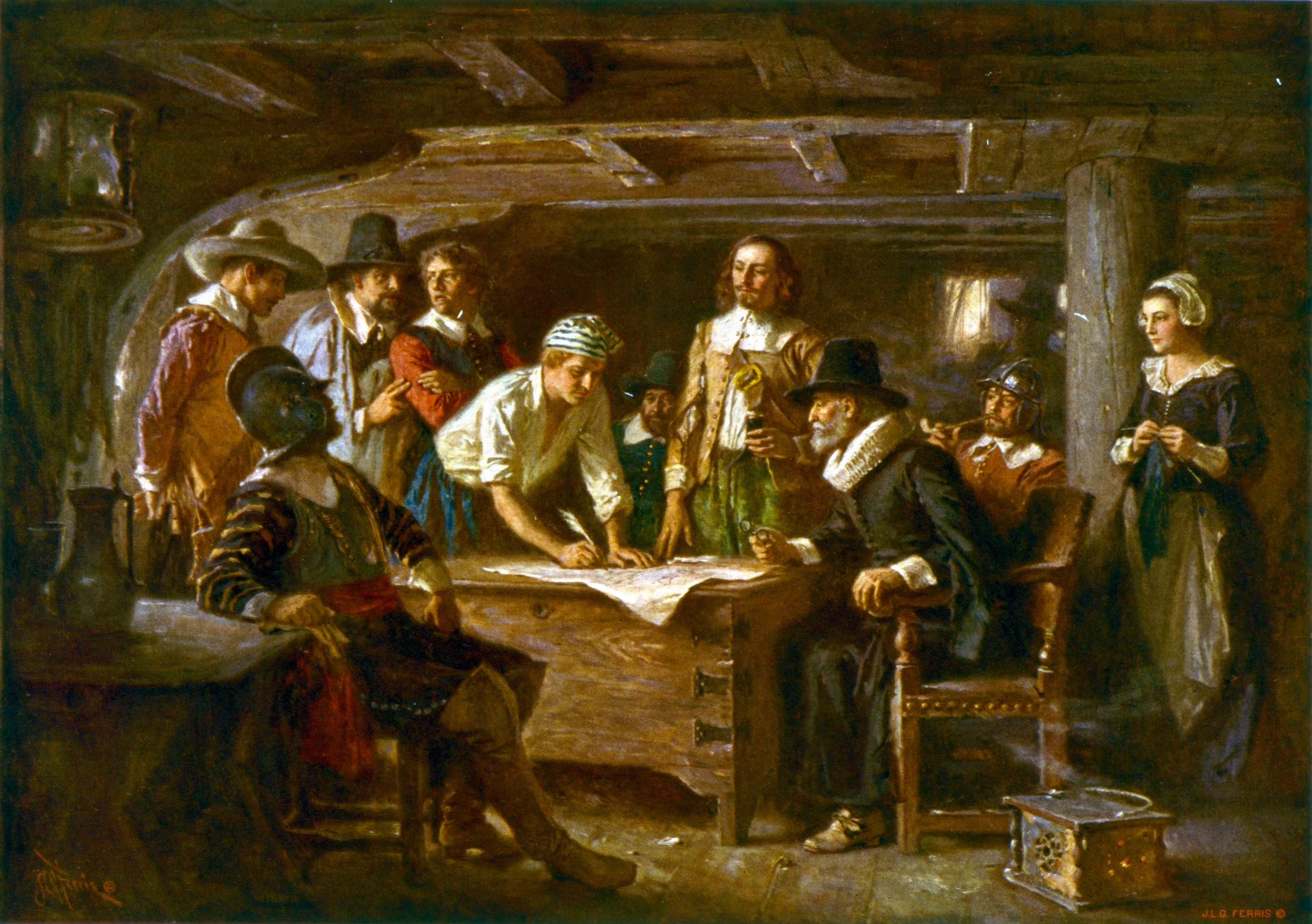
La signature du Mayflower Compact, tableau d’Edward Percy Moran, conservé au musée de Plymouth.

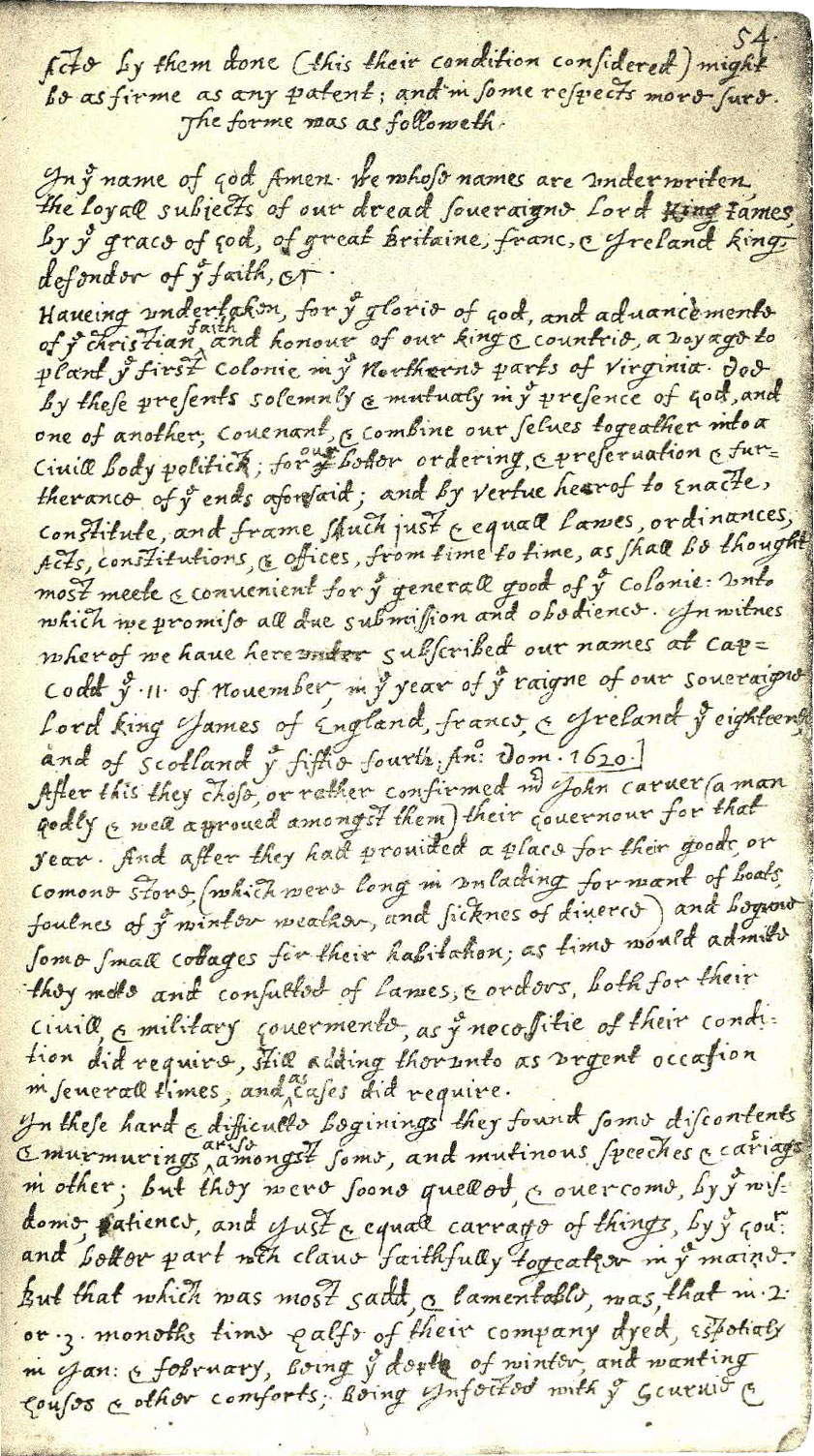
La retranscription du compact par Bradford.

Le Mayflower Compact est le premier acte gouvernemental de la colonie de Plymouth. Il a été dressé par les Pères pèlerins lors de la traversée de l'Atlantique à bord du Mayflower. Ils recherchaient la liberté de pratiquer le christianisme selon leur propre choix ; ainsi ce pacte spécifiait que sur cette terre, de nouvelles règles allaient être créées et qu'il fallait s'adapter pour survivre. Ce document fut signé, après moins de deux mois de traversée, le 21 novembre 1620 (11 novembre julien)  par 41 voix sur les quelque cent passagers que comptait le navire, dans l'actuelle baie de Provincetown (Provincetown Harbor) près du Cap Cod, quelques jours avant de mettre pied à terre.

## À l’origine duCompact
Le Mayflower devait initialement faire route pour l'estuaire de l’Hudson, et débarquer ses passagers sur un territoire cédé par patente royale à la London Virginia Company. Mais les colons prirent la décision de débarquer un peu plus au nord, dans l'actuel Massachusetts. Par ce changement, dix-huit colons qui avaient le statut de serfs engagés proclamèrent que, dans la mesure où leur établissement ne se trouvait plus sur le territoire de la Virginie, ils ne seraient plus tenus à la servitude qu'on voulait leur imposer. Pour éviter des dérives regrettables, une majorité d'autres colons, notamment les Pères pèlerins, décidèrent de convenir d'un gouvernement. Le Mayflower, après une escale à Terre-Neuve, mit au mouillage à Plymouth (fondée antérieurement par le capitaine John Smith) en décembre 1620.
Le Mayflower Compact s'appuyait sur un modèle démocratique majoritaire (bien que les signataires ne soient pas majoritaires) et sur l'allégeance des colons au roi d'Angleterre. C’était fondamentalement un pacte social par lequel les colons consentaient, au nom de la survie du groupe, à suivre les règles et règlements votés en vertu du Compact.

## Le texte
Le document original a été perdu, mais la transcription qu’en a donné William Bradford dans son journal est généralement reçue comme très fidèle. Le manuscrit de Bradford est aujourd'hui conservé dans un coffre-fort de la bibliothèque d'État du Massachusetts. La transcription de Bradford est la suivante :
« Au nom de Dieu, amen. Nous soussignés, loyaux sujets de notre respecté souverain Jacques, par la grâce de Dieu Roi d'Angleterre, de France et d’Irlande, défenseur de la foi, etc. ».
« Ayant entrepris, pour la gloire de Dieu, pour la propagation de la foi chrétienne, et l’honneur de notre roi et de notre pays, un voyage pour implanter la Première Colonie dans les régions septentrionales de Virginie, par la présente, nous convenons solennellement ensemble, devant Dieu et devant chacun d'entre nous, de nous constituer en un corps politique civil, pour notre administration et sauvegarde et par delà, aux fins susdites ; et en vertu de cela de nous conformer, de décider et de concevoir à l'occasion des lois, ordonnances, actes, décrets et obligations, aussi justes et équitables qu'il semblera à propos et convenable d'adopter pour le bien public de la Colonie, et auxquelles nous promettons toute la soumission et l'obéissance requises. En témoignage de quoi nous avons ci-dessous apposé nos noms à Cape Cod, ce 11 novembre du règne de notre souverain seigneur Jacques, dix-huitième roi d’Angleterre, [...] d’Irlande, et cinquante-quatrième roi d’Écosse. Anno Domini 1620. »,

## Signataires
Une liste portant les noms de 41 passagers de sexe masculin qui ont signé le document a été publiée par le neveu de Bradford, Nathaniel Morton, dans son New England's Memorial. 
1. John Carver
2. William Bradford (1590-1657)
3. Edward Winslow
4. William Brewster
5. Isaac Allerton
6. Miles Standish
7. John Alden
8. Samuel Fuller
9. Christopher Martin
10. William Mullins
11. William White
12. Richard Warren
13. John Howland
14. Stephen Hopkins
15. Edward Tilly
16. John Tilly
17. Francis Cooke (sic)
18. Thomas Rogers
19. Thomas Tinker
20. John Ridgdale
21. Edward Fuller
22. John Turner
23. Francis Eaton
24. James Chilton
25. John Craxton (sic)
26. John Billington
27. Joses Fletcher (sic)
28. John Goodman
29. Digery Priest (sic)
30. Thomas Williams
31. Gilbert Winslow
32. Edmund Margeson
33. Peter Brown
34. Richard Bitteridge (sic)
35. George Soule
36. Richard Clark (sic)
37. Richard Gardiner
38. John Allerton
39. Thomas English
40. Edward Doten (sic)
41. Edward Leister

Thomas Prince, dans son A Chronological History of New-England in the form of Annals de 1736, donne la même liste (dans le même ordre) à quelques détails près : il ajoute le titre de Capt. devant Standish, celui de Mr. à dix noms qu'il a recopiés dans une liste insérée à la fin du manuscrit de Bradford : Carver, Winslow, Brewster, Isaac Allerton, Samuel Fuller, Martin, Mullins, White, Warren, et Hopkins. Prince signale que Bradford, par modestie, ne s'est pas attribué la mention Mr. Il a rectifié l'orthographe de cinq noms : John Crackston, Moses Fletcher, Degory Priest, Richard Britterige, et Edward Dotey. En outre, il a orthographié Francis Cook et Richard Clarke.